# Уаякокотла (муниципалитет)
Уаякокотла (исп. Huayacocotla) — муниципалитет в Мексике, штат Веракрус, расположен в регионе Нижняя Уастека. Административный центр — город Уаякокотла.